# Portnoyeva boljka
Portnoyeva boljka - roman Philipa Rotha iz 1969. godine.
Alexander Portnoy ispovijeda se svojem psihijatru, priča o svojem djetinjstvu i mladenaštvu, o svojim ljubavnim doživljajima i jadima. Otvoreno i duhovito govori o masturbaciji i spolnim nastranostima. Roman je na hrvatski preveo Zlatko Crnković i 1971. dobio godišnju nagradu Društva hrvatskih književnih prevodilaca.

## Vanjske poveznice
- Društvo hrvatskih književnih prevodilaca